# Psaliodes potina
Psaliodes potina är en fjärilsart som beskrevs av Druce 1893. Psaliodes potina ingår i släktet Psaliodes och familjen mätare. Inga underarter finns listade i Catalogue of Life.